# Arotes pammae
Arotes pammae är en stekelart som beskrevs av Ian D. Gauld 1991. Arotes pammae ingår i släktet Arotes och familjen brokparasitsteklar. Inga underarter finns listade.